# سیارک ۵۴۷۴
سیارک ۵۴۷۴ (به انگلیسی: 5474 Gingasen، نامگذاری:1988XE1) پنج هزار و چهارصد و هفتاد و چهارمین سیارک کشف شده‌است که در ۳ دسامبر ۱۹۸۸ کشف شد.
قدر مطلق سیارک برابر ۱۲٫۶۰ است.